# Садовников, Валентин Павлович
Валентин Павлович Садовников (род. 1938, теперь Российская Федерация) — советский военачальник, генерал-лейтенант танковых войск. Командующий 8-й танковой армией (1983—1985). Депутат Верховного Совета УССР 11-го созыва.

## Биография
С 1955 года служил в Советской армии.
Член КПСС с 1963 года.
Окончил Академию бронетанковых войск и Военную академию Генерального штаба Вооруженных Сил СССР имени Ворошилова.
В июле 1983 — июле 1985 г. — командующий 8-й танковой армией Прикарпатского военного округа.
Затем — в отставке.

## Звание
- генерал-майор танковых войск
- генерал-лейтенант

## Награды
- ордена
- медали